# 马六甲州旗
马六甲州旗是代表马来西亚马六甲州的正式旗帜，在1957年8月31日马来亚联合邦独立时正式启用。州旗左上方为深蓝色、内置黄色的新月及五芒星；右上方为红色，下方为白色。

## 涵义
根据马六甲州政府官方的解释，红、白、蓝、黄是联邦国旗——马来西亚国旗的颜色，象征马六甲是马来西亚的成员州属之一；新月及五芒星则象征着州及联邦的官方宗教——伊斯兰教。

## 历史旗帜
- 海峡殖民地旗（1904年—1925年）
- 海峡殖民地旗（1925年—1946年）
- 马六甲直辖殖民地旗（1951年—1957年）